# Já, padouch (franšíza)
Já, padouch (v anglickém originále Despicable Me) je počítačově animovaná mediální franšíza zaměřená na Grua, superpadoucha, který se později stane otcem, manželem a tajným agentem a jeho žlutě zbarvených přisluhovačů. Vyrábí ji společnost Illumination Entertainment a distribuuje ji její mateřská společnost Universal Pictures.
Franšíza začala stejnojmenným filmem z roku 2010, po kterém následovala dvě pokračování, Já, padouch 2 (2013) a Já, padouch 3 (2017), s pokračováním Já, padouch 4, které se objevilo v kinech v roce 2024, a dvěma spin-off prequely, Mimoni (2015) a Mimoni 2: Padouch přichází (2022). Franšíza také zahrnuje krátké filmy, televizní speciál, několik videoher a atrakce v zábavním parku. Je to nejvýdělečnější franšíza animovaných filmů a 15. nejvýdělečnější filmová franšíza všech dob, která celosvětově vydělala přes 3,7 miliardy dolarů.

## Filmy
- Já, padouch (2010, režie Chris Renaud a Pierre Coffin)
- Já, padouch 2 (2013, režie Chris Renaud a Pierre Coffin)
- Mimoni (2015, režie Pierre Coffin a Kyle Balda)
- Já, padouch 3 (2017, režie Pierre Coffin a Kyle Balda)
- Mimoni 2: Padouch přichází (2022, režie Kyle Balda)
- Já, padouch 4 (2024 , režie Chris Renaud)